# Alan Jakin
Alan Jakin, slovenski kitarist, * 9. september 1952, Nova Gorica, † 16. april 2018.
Alan Jakin se je z glasbo srečal že kot otrok. Začel je s harmoniko in v najstniških letih presedlal na kitaro. Kot  solo kitarist je pustil vidni pečat pri skupinah Era, Jutro in Avtomobili.  Nekaj časa je sodeloval tudi z Zoranom Predinom.

## Diskografija
- 2006 – Mesta železniških postaj
- 2000 – Enakonočje
- 1998 – Največji zadetki
- 1997 – Navaden dan
- 1995 – Drugi svet
- 1994 – Skozi leta
- 1992 – Mraz
- 1988 – Krenimo
- 1982 – Igra se igra (s skupino Go)
- 1975 – Mozart (s skupino Jutro)